# Campeonato Sul-Americano de Atletismo de 1974
O Campeonato Sul-Americano de Atletismo de 1974 foi a 27ª edição do evento, organizado pela CONSUDATLE entre os dias 16 a 21 de abril na cidade de Santiago, no Chile. A edição ficou marcada pela ampliação do numero de provas, passando para 37 no total. 

## Medalhistas

### Masculino
| Evento                      | Ouro                             | Ouro    | Prata                        | Prata   | Bronze                           | Bronze  |
| --------------------------- | -------------------------------- | ------- | ---------------------------- | ------- | -------------------------------- | ------- |
| 100 metros                  | Rui da Silva · Brasil            | 10.5    | Jesús Rico · Venezuela       | 10.5    | José Chacín · Venezuela          | 10.6    |
| 200 metros                  | Rui da Silva · Brasil            | 21.2    | Erick Phillips · Venezuela   | 21.5    | Víctor Patínez · Venezuela       | 21.7    |
| 400 metros                  | Víctor Patínez · Venezuela       | 46.6    | Erick Phillips · Venezuela   | 46.8    | Pedro Teixeira · Brasil          | 48.1    |
| 800 metros                  | Héctor López · Venezuela         | 1:50.4  | Darcy Pereira · Brasil       | 1:50.6  | Reinel Suárez · Colômbia         | 1:51.6  |
| 1 500 metros                | José González · Venezuela        | 3:48.8  | Darcy Pereira · Brasil       | 3:51.2  | Omar Amdematten · Argentina      | 3:52.6  |
| 5 000 metros                | Edmundo Warnke · Chile           | 14:17.6 | Jairo Correa · Colômbia      | 14:22.4 | José Romão Silva · Brasil        | 14:22.8 |
| 10 000 metros               | Jairo Correa · Colômbia          | 29:27.3 | Edmundo Warnke · Chile       | 29:32.8 | Jairo Cubillos · Colômbia        | 30:25.6 |
| 20 km marcha atlética       | Adalberto Scorza · Argentina     | 1:46:24 | Rito Molina · Argentina      | 1:48:27 | Antonio Moraga · Colômbia        | 1:49:00 |
| Maratona                    | José Ramírez · Chile             | 2:30:42 | Gilberto Cerna · Colômbia    | 2:32:27 | Orides Alves · Brasil            | 2:34:46 |
| 110 metros barreiras        | Oscar Marín · Venezuela          | 14.6    | Márcio Lomónaco · Brasil     | 14.9    | Roberto Gonzáles · Peru          | 15.0    |
| 400 metros barreiras        | Francisco Rojas · Paraguai       | 52.1    | Dorival Negrisoli · Brasil   | 53.1    | Santiago Gordon · Chile          | 53.5    |
| 3.000 metros com obstáculos | José González · Venezuela        | 8:59.4  | Jorge Grosser · Chile        | 9:00.0  | Lucirio Garrido · Venezuela      | 9:01.2  |
| 4×100 metros estafetas      | Brasil                           | 40.3    | Venezuela                    | 40.7    | Argentina                        | 41.1    |
| 4×400 metros estafetas      | Venezuela                        | 3:10.7  | Argentina                    | 3:12.7  | Chile                            | 3:12.8  |
| Salto em altura             | Luis Arbulú · Peru               | 2.06    | Luis Barrionuevo · Argentina | 2.06    | Roberto Abugattás · Peru         | 2.03    |
| Salto à vara                | Ciro Valdés · Colômbia           | 4.40    | Luis Cárdenas · Peru         | 4.20    | Tulio Moya · Chile               | 4.00    |
| Salto em comprimento        | Emilio Mazzeo · Argentina        | 7.29    | Ronaldo Lobato · Brasil      | 7.21    | João Carlos de Oliveira · Brasil | 7.17    |
| Salto triplo                | João Carlos de Oliveira · Brasil | 16.34 = | Nelson Prudêncio · Brasil    | 16.09   | Edgar Moreno · Venezuela         | 15.16   |
| Arremesso de peso           | Juan Turri · Argentina           | 17.09   | Nelson Fernandes · Brasil    | 15.96   | José Carreño · Venezuela         | 15.81   |
| Lançamento de disco         | Hernán Haddad · Chile            | 47.12   | José Jacques · Brasil        | 46.56   | Esteban Drapich · Argentina      | 46.52   |
| Lançamento do martelo       | Darwin Piñeyrúa · Uruguai        | 62.99   | José Vallejo · Argentina     | 61.55   | Celso de Moraes · Brasil         | 59.34   |
| Lançamento do dardo         | Mario Sotomayor · Colômbia       | 68.86   | Paulo de Faría · Brasil      | 66.04   | Humberto Vianna · Brasil         | 65.32   |
| Decatlo                     | Ramón Montezuma · Venezuela      | 7000    | Tito Steiner · Argentina     | 6964    | Alfredo Silva · Chile            | 6772    |

### Feminino
| Evento                   | Ouro                          | Ouro   | Prata                           | Prata  | Bronze                       | Bronze |
| ------------------------ | ----------------------------- | ------ | ------------------------------- | ------ | ---------------------------- | ------ |
| 100 metros               | Conceição Geremias · Brasil   | 12.1   | Elsy Rivas · Colômbia           | 12.1   | Belkis Fava · Argentina      | 12.1   |
| 200 metros               | Elsy Rivas · Colômbia         | 24.1   | Ángela Godoy · Argentina        | 24.7   | Conceição Geremias · Brasil  | 24.7   |
| 400 metros               | Eucaris Caicedo · Colômbia    | 56.1   | Adriana Marchena · Venezuela    | 57.0   | Rosângela Verissimo · Brasil | 57.1   |
| 800 metros               | Ana María Nielsen · Argentina | 2:11.9 | Rosângela Verissimo · Brasil    | 2:12.6 | Carmen Oyé · Chile           | 2:13.9 |
| 1 500 metros             | Carmen Oyé · Chile            | 4:32.1 | Ana María Nielsen · Argentina   | 4:33.5 | Iris Fernández · Argentina   | 4:41.7 |
| 100 metros com barreiras | Edith Noeding · Peru          | 13.9   | Elisabeth Nunes · Brasil        | 14.4   | Maria Luisa Betioli · Brasil | 15.0   |
| 4×100 metros estafetas   | Brasil                        | 47.3   | Peru                            | 47.5   | Venezuela                    | 47.8   |
| 4×400 metros estafetas   | Brasil                        | 3:47.4 | Chile                           | 3:54.0 | Venezuela                    | 3:55.0 |
| Salto em altura          | Maria Luisa Betioli · Brasil  | 1.75   | Edith Noeding · Peru            | 1.65   | Beatriz Bonfim · Brasil      | 1.65   |
| Salto em comprimento     | Elisabeth Nunes · Brasil      | 6.06   | Conceição Geremias · Brasil     | 6.03   | Edith Noeding · Peru         | 5.91   |
| Arremesso de peso        | Rosa Molina · Chile           | 14.93  | Maria Boso · Brasil             | 13.99  | Miriam Yutronic · Chile      | 13.23  |
| Lançamento de disco      | Miriam Yutronic · Chile       | 49.36  | Odete Domingos · Brasil         | 48.22  | Gladys Ortega · Argentina    | 42.90  |
| Lançamento do dardo      | Gladys González · Venezuela   | 49.86  | Ana María Campillay · Argentina | 43.18  | Verónica Díaz · Chile        | 42.46  |
| Pentatlo                 | Edith Noeding · Peru          | 4170   | Elisabeth Nunes · Brasil        | 3975   | Maria Luisa Betioli · Brasil | 3741   |

## Quadro de medalhas
| Ordem | País      | Medalha de ouro | Medalha de prata | Medalha de bronze | Total |
| ----- | --------- | --------------- | ---------------- | ----------------- | ----- |
| 1     | Brasil    | 9               | 15               | 11                | 35    |
| 2     | Venezuela | 8               | 5                | 7                 | 20    |
| 3     | Chile     | 6               | 3                | 7                 | 16    |
| 4     | Colômbia  | 5               | 3                | 3                 | 11    |
| 5     | Argentina | 4               | 8                | 6                 | 18    |
| 6     | Peru      | 3               | 3                | 3                 | 9     |
| 7     | Uruguai   | 1               | 0                | 0                 | 1     |
| 7     | Paraguai  | 1               | 0                | 0                 | 1     |

Legenda
| Recorde mundial       | Recorde mundial (World record)               |                       | Recorde africano                      | Recorde africano (African) |                                           | Q | Classificado por posição (Qualified) |
| Recorde do campeonato | Recorde do campeonato (Championship record)  | Recorde da América    | Recorde da América (Americas)         | q                          | Classificado por melhor tempo (Qualified) |   |                                      |
| Melhor marca do ano   | Melhor marca do ano (World leading)          | Recorde asiático      | Recorde asiático (Asian)              | DNS                        | Não largou (Did not start)                |   |                                      |
| Recorde nacional      | Recorde nacional (National record)           | Recorde europeu       | Recorde europeu (European)            | DNF                        | Não terminou (Did not finish)             |   |                                      |
| Recorde pessoal       | Recorde pessoal do atleta (Personal best)    | Recorde da Oceania    | Recorde da Oceania (Oceania)          | DSQ / DQ                   | Desclassificado (Disqualified)            |   |                                      |
| Recorde da temporada  | Recorde da temporada do atleta (Season best) | Recorde sul-americano | Recorde sul-americano (South America) | NM                         | Sem marca (No mark)                       |   |                                      |